# Johannes Uebinger
Johannes Uebinger (ur. 12 marca 1854 w Kaltenengers, zm. 31 marca 1912 we Fryburgu Bryzgowijskim) – niemiecki filozof, wykładowca w Liceum Hosianum w Braniewie (1893–1895, 1899–1902), w seminarium duchownym w Poznaniu (1895–1899) i na Uniwersytecie Albrechta i Ludwika we Fryburgu Bryzgowijskim (1903–1911).

## Życiorys
W 1880 uzyskał stopień doktora filozofii na Uniwersytecie w Würzburgu na podstawie pracy Philosophie des Nicolaus Cusanus.
Od 1893 prowadził wykłady jako wykładowca nieetatowy (privatdozent) z filozofii w Liceum Hosianum w Braniewie. W 1895 został profesorem filozofii w seminarium arcybiskupim w Poznaniu. W 1899 został mianowany profesorem nadzwyczajnym wydziału filozoficznego Liceum Hosianum w Braniewie, a w 1901 profesorem zwyczajnym. Wykładał na tej uczelni do 1902 roku, w latach 1901–1902 był dziekanem wydziału filozoficznego braniewskiej uczelni. Mieszkał w Braniewie w pobliżu Kamiennego Domu, przy Poststraße 105. W 1903 roku objął katedrę filozofii chrześcijańskiej (stanowisko profesora zwyczajnego) na Uniwersytecie Albrechta i Ludwika we Fryburgu Bryzgowijskim, jako następca Adolfa Dyroffa. Wykładał we Fryburgu do 1911 roku. W latach 1903–1910 prowadził na tej uczelni również wykłady z psychologii. W 1911 roku z powodu choroby przeszedł na wcześniejszą emeryturę. Zmarł 31 marca 1912 roku.
Jego zainteresowania naukowe koncentrowały się głównie na nauce średniowiecznego filozofa i teologa Mikołaja z Kuzy (Nicolasa Cusanusa).

## Publikacje[13]
- Philosophie des Nicolaus Cusanus, Würzburg 1880
- Die angeblichen Dialoge Petrarcas über die wahre Weisheit, Berlin 1886
- Die Gotteslehre des Nikolaus Cusanus, Münster u. Paderborn 1888
- Der Kardinal legat Nikolaus Cusanus in Deutschland, Münschen 1887
- Die philosophischen Schriften des Nikolaus Cusanus, Leipzig 1893–1895
- Die mathematischen Schriften des Nikolaus Cusanus, Fulda 1895, 1897
- Der Begriff der docta ignorantia in seiner geschichtlichen Entwicklung, 1895
- Zur Lebensgeschichte des Nikolaus Cusanus, München 1893